# Emae
Emae é uma ilha de Vanuatu, com 32 km² de área. Fica na província de Shefa. Pertence ao arquipélago das Ilhas Shepherd, nas Novas Hébridas.
A ilha tem cerca de 743 habitantes com um crescimento demográfico de 3,1% por ano. A atividade económica principal é a agricultura de subsistência. O produto interno bruto per capita da ilha é de 475 dólares/ano.
Contrariamente às ilhas em redor, povoadas por melanésios, Emea é uma ilha periférica polinésia. A língua local, chamada emae, faz parte do grupo de línguas da língua futunana. 